# Sphaeralcea janeae
Sphaeralcea janeae är en malvaväxtart som först beskrevs av Stanley Larson Welsh, och fick sitt nu gällande namn av Stanley Larson Welsh. Sphaeralcea janeae ingår i släktet klotmalvor, och familjen malvaväxter. Inga underarter finns listade i Catalogue of Life.